# Skärmflygning

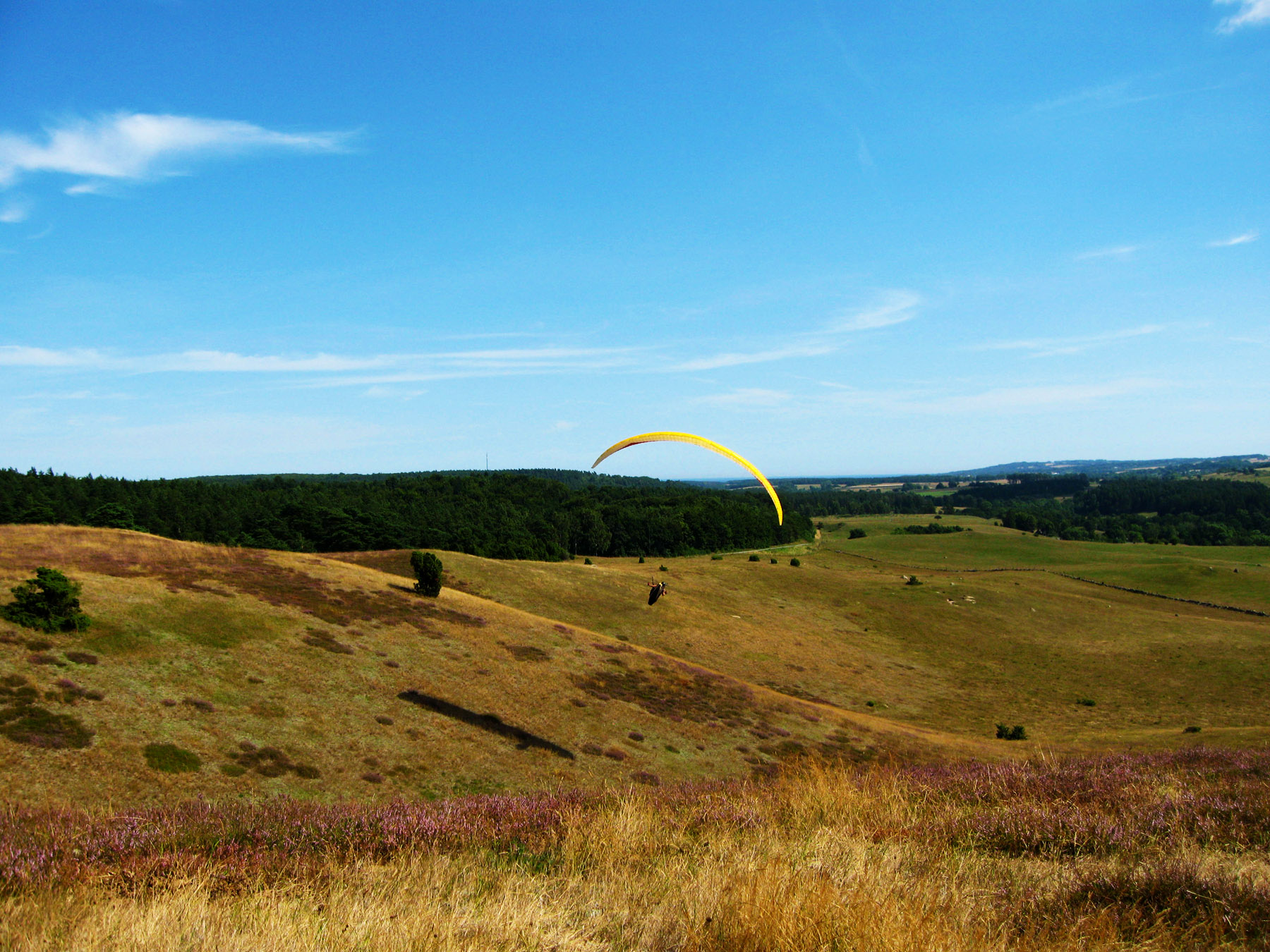
Skärmflygare i Brösarp backar på Österlen.

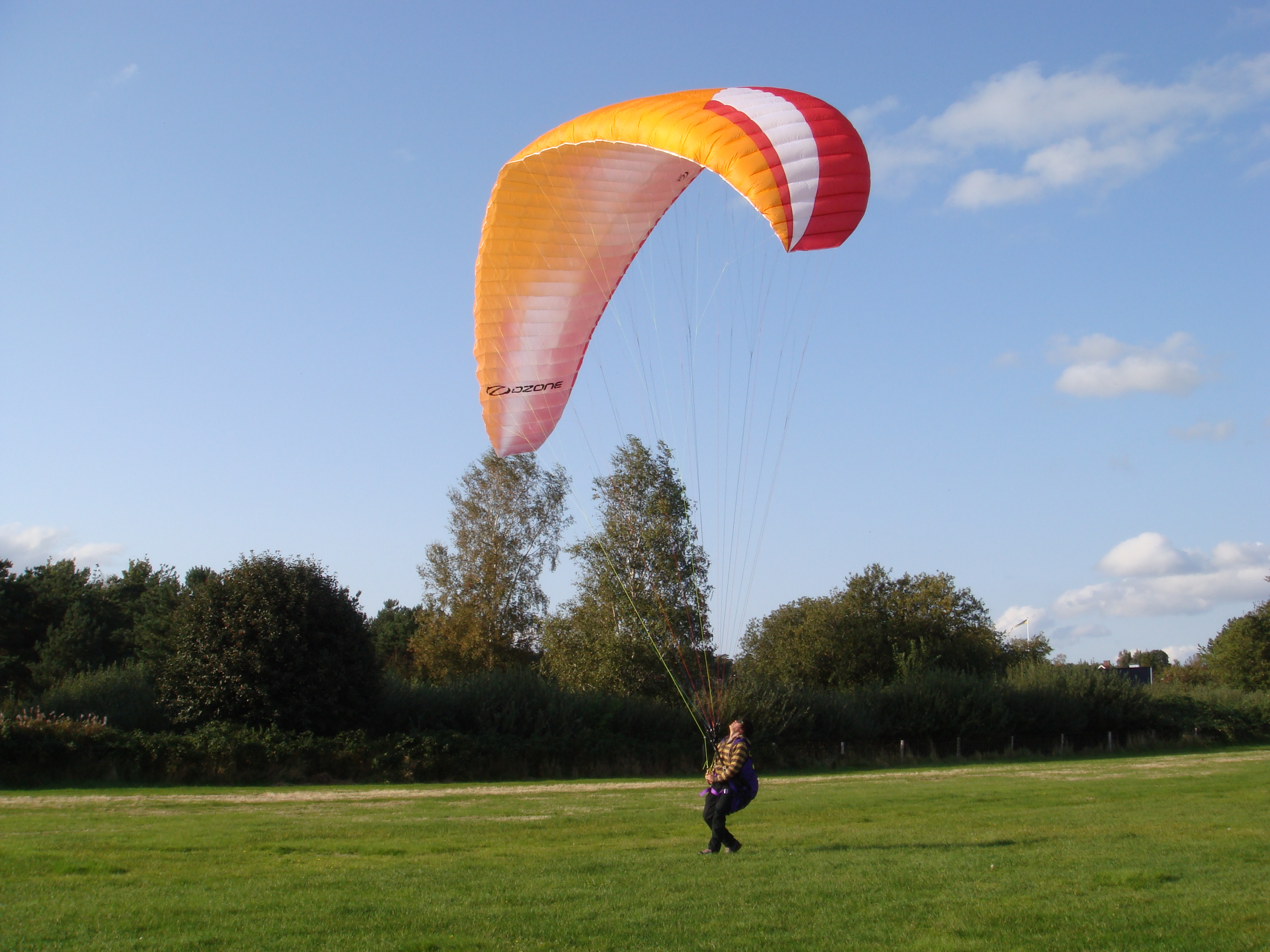
Markhantering/balansering

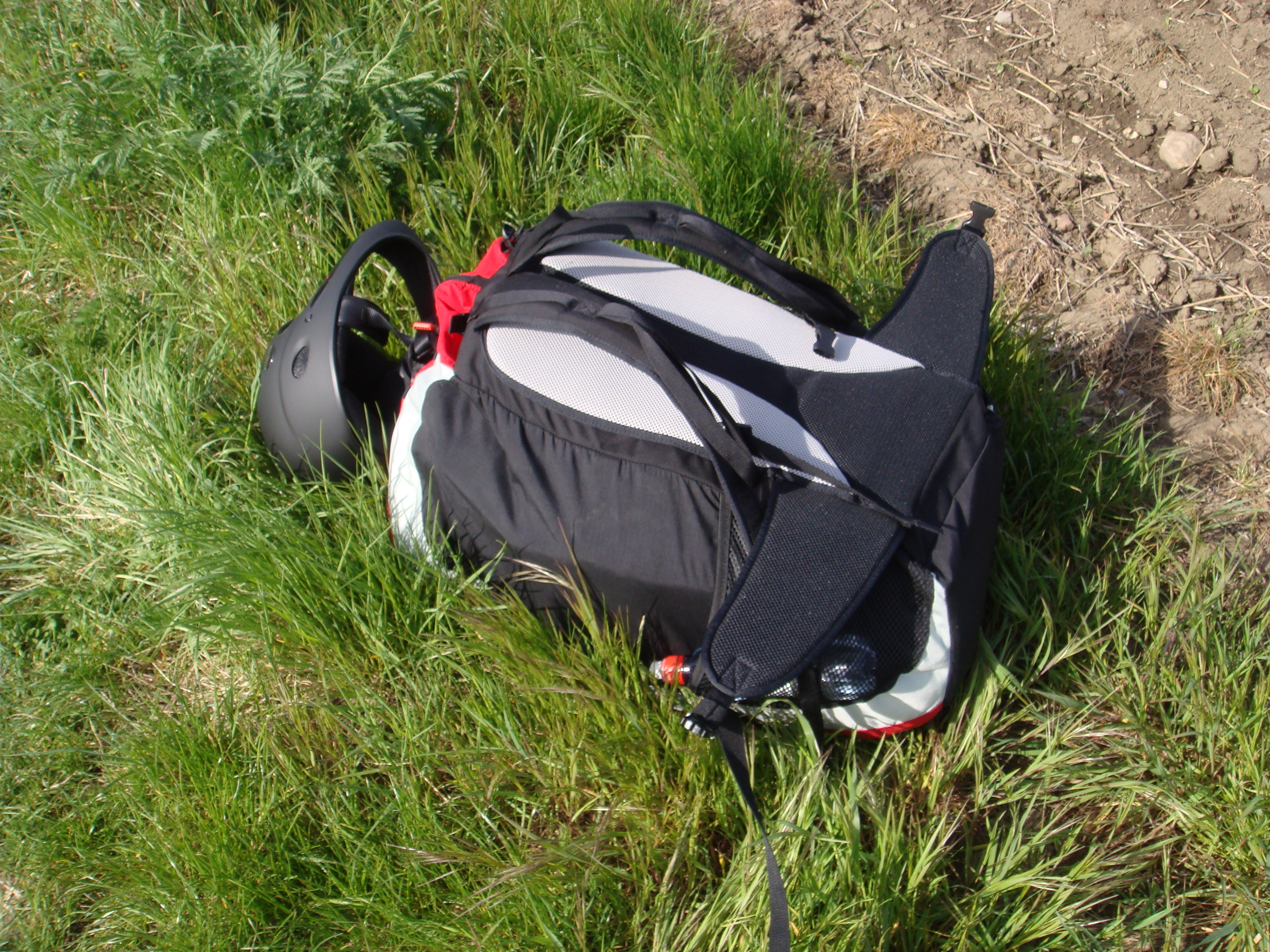
Exempel på komplett skärmflygutrustning

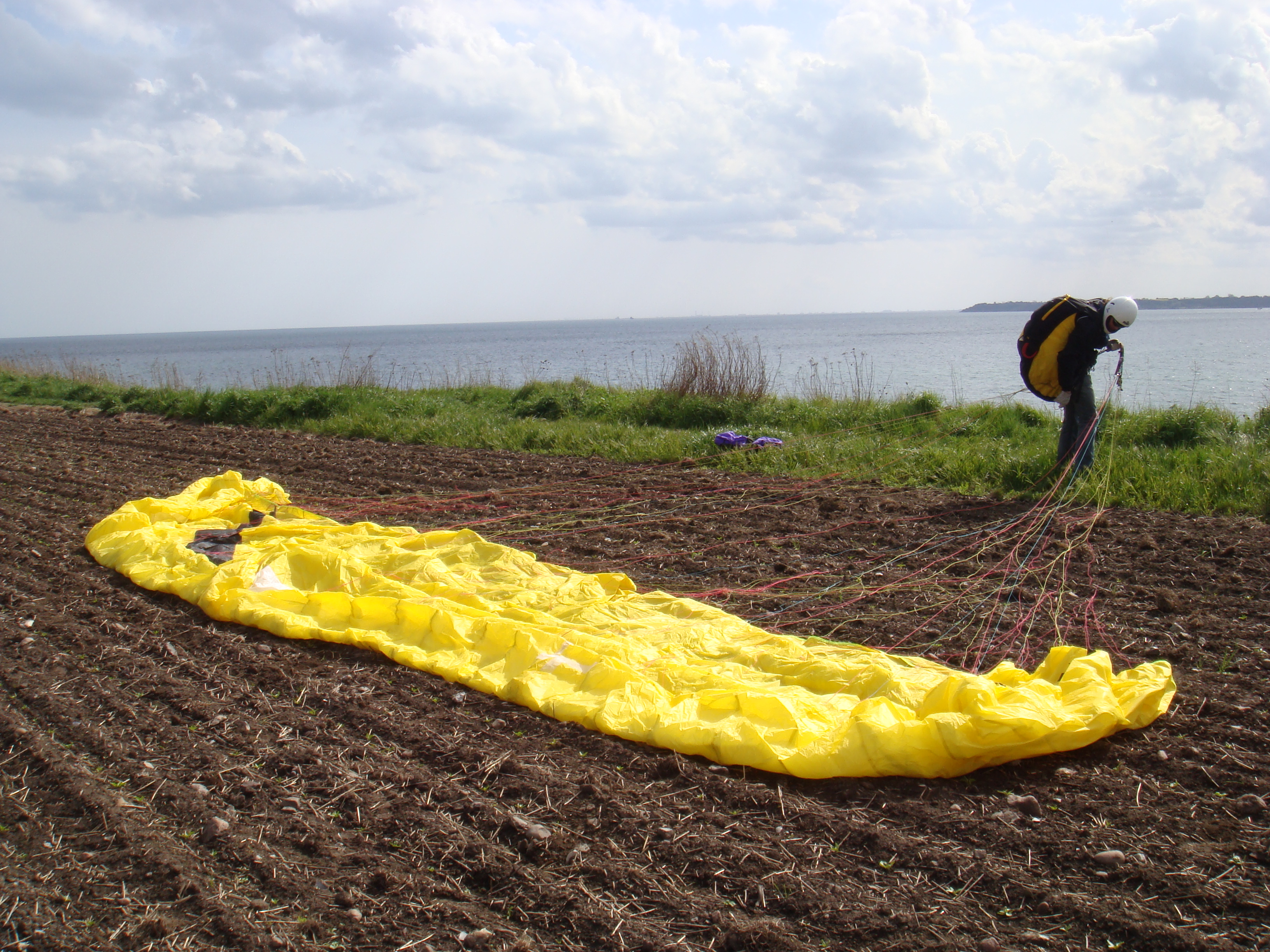
Nödvändiga förberedelser innan start

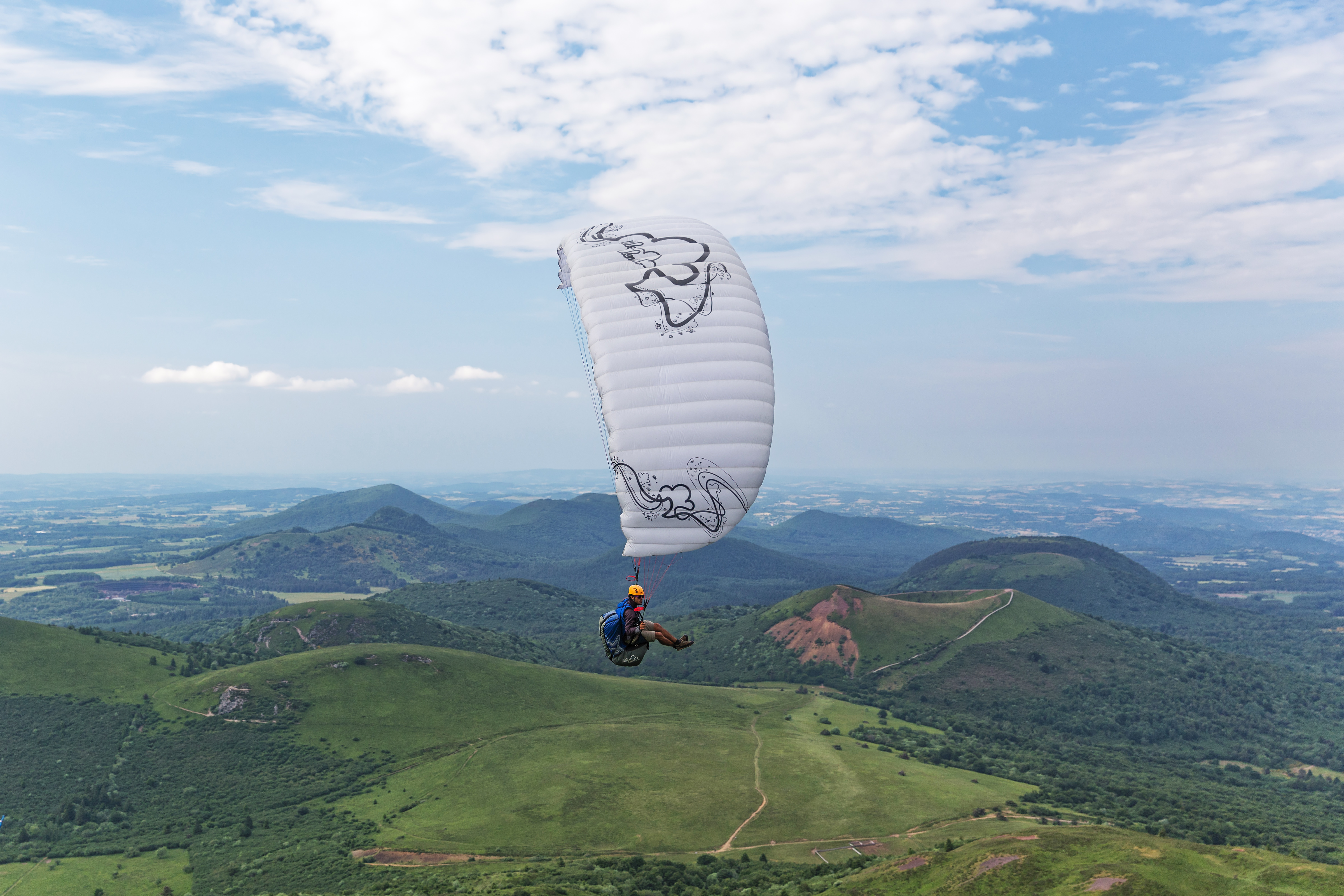

Skärmflygning (engelska Paragliding) är en flygsport där en flygskärm fotstartas och tar piloten ut i luften. Piloten sitter fastspänd i en sele under ett tygsegel. Med sig har piloten förutom flygskärm och sele också en räddningsskärm, en så kallad nödskärm, som vid nödsituation utlöses av piloten och som då fungerar som en vanlig fallskärm.

## Beskrivning
Ofta förväxlas skärmflygning med både fallskärmshoppning och hängflygning. Skärmflygning utvecklades från början ur fallskärmshoppning men de har i och med utvecklingen inte längre särskilt mycket gemensamt med varandra. En flygskärm är designad för att ha bra glidtal och låg sjunkhastighet så piloten kan hålla sig kvar i luften så länge som möjligt, medan en fallskärm optimeras för att öppna bra i frifallshastighet och snabbt ta hopparen till landningsplatsen. En flygskärm är konstruerad att likna en flygplansvinge med syftet att alstra lyftkraft. 
Skärmflygning är en relativt ny form av flygning, som på allvar spred sig i slutet av 1980- och i början av 1990-talet. Dittills hade hängflyget stått ensamt vad gäller fotstartade, friflygande farkoster. Idag dominerar skärmflygning den fotstartade friflygsporten, mycket tack vare dess enkla natur, låga kostnader och att det varken krävs mycket tid eller ansträngning för att komma i luften. Det är det billigaste sättet att äga sin egen flygfarkost. 
En gren inom skärmflyget är paramotor som innebär att piloten förutom flygskärmen dessutom kopplar på sig en ryggsäcksmotor med propeller. Detta möjliggör att start och landning samt flygning över huvud taget kan ske var som helst, utan några höjdskillnader att utgå ifrån. 
Hela utrustningen får plats i en stor ryggsäck som man bär på ryggen. Vikten för en komplett utrustning är 15–25 kg men kan tack vare lättviktsmaterial hamna under 10 kg. 
Utrustning som standard kan vara: flygskärm, sele, nödskärm, hjälm, kängor, variometer och flygradio. En komplett och ny sådan utrustning kostar mellan 25 000 och 35 000 kronor (2012). 
För att få flyga skärm i Sverige krävs att man har licens. Licens fås efter utbildning vid godkänd flygskola. Vid gynnsamma förhållanden tar kursen en vecka och mynnar då ut i en Studentlicens med behörighet att utföra backglidningar. De tre behörigheter som tas inom Studentlicensen är "berg", "vinsch" och "hang". Därefter kommer licensen Pilot 1, efter det fortsätter man att samla flygerfarenhet och kan på så vis börja arbeta sig mot högre licensgrader.
Skärmflygning är en risksport och kan liknas vid sportdykning. Att köpa utrustning och lära sig flyga själv kan medföra både allvarliga skador eller dödsfall. Omdöme och respekt samt kunskap är det som avgör hur farlig sporten är för varje utövare.
Det finns olika miljöer och flygsätt att framföra flygskärmen på. De första flygen under kursen görs i en backe som är mindre än 100 meter hög och kallas för backglidningar. När man får behörigheten "berg" kan man starta från berg som är högre än 100 meter. Behörigheten "vinsch" gör att man kan flyga med hjälp av vinsch, och är vanligt förekommande där landskapet är flackt. Behörigheten "hang" ger möjlighet att starta från lägre höjder utmed kuster där havsvindar med jämn ström blåser uppför kanterna och skapar ett lyftområde, det kallas hangflygning, ej att förväxlas med hängflygning.
I Sverige organiseras skärmflygning via Svenska skärmflygförbundet, SSFF.

## Tävling och rekord
Inom skärmflyg finns flera sorters tävlingar.
- Akro - olika manövrar utförs av de tävlande, som ger olika poäng efter svårighetsgrad och utförande.
- Distansflygning (även kallat XC, cross country) - tävlingsledningen bestämmer, efter omgivning, rådande väder och prognos, en bana som de tävlande skall flyga så fort som möjligt. GPS används för att dokumentera flygen. Poäng ges efter att snabbast vara i mål eller hur långt man kommit längs banan när man tvingas landa. Vanligtvis pågår tävlingar under flera dagar och den sammanlagda poängen avgör tävlingsresultatet.
- Precisionslandning - de tävlande skall sätta ner första foten så nära en förutbestämd plats som möjligt. Tävlingar avgörs efter flera flyg och vinnaren är den med minst sammanlagt avstånd till målpricken.

Det finns även en stor mängd rekord som Svenska skärmflygförbundet administrerar:
- Fri distans - vilka två punkter längs ett flyg har störst avstånd? Piloter som försöker slå det rekordet flyger i medvind för att snabbare komma långt. Finns även en variant där upp till tre punkter längs vägen räknas.
- Angivet mål - piloten bestämmer innan start vilket som skall bli målet.
- Triangelbana - tre punkter längs flyget bildar en triangel. Med detta upplägg hjälper inte medvind lika mycket, men under långa flyg hinner vädret förändras.
- Tur och retur, piloten flyger så långt bort som möjligt och skall sedan ta sig tillbaka igen.

- Hastighetsrekord, tur och retur > 25km samt triangel > 50km - snabbaste tiden helt enkelt.

Dessa rekord finns i flera varianter: inom Sverige respektive utomlands, öppen för alla eller enbart kvinnor.
Fri distans kan även tas av ett tandemekipage, där en pilot och en passagerare flyger tillsammans. 